# Poli solar
O Poli Solar foi o primeiro carro elétrico movido à energia solar construído por alunos da Escola Politécnica da Universidade de São Paulo com o intuito de participar da World Solar Challenge de 1996  na Austrália. Foi também o também segundo carro solar brasileiro. Seu primeiro nome foi Citizen ECO Drive/USP em função de um patrocínio obtido junto à Citizen à época de sua construção.
O carro foi feito com uma carroceria de fibra de vidro e carbono de formato retangular com perfil aerodinâmico e é um triciclo com tração traseira. Usa rodas e pneus de bicicleta aro 26 e possui um motor sem escovas Siemens Simodrive 1FT072 de 2,5 kW. Medindo 2 metros de largura por 6 de comprimento , possui quase toda a sua superfície coberta com placas solares.

### História
A iniciativa da construção de um carro solar pelos alunos de engenharia da Escola Politécnica partiu do Professor Julio Cezar Adamowski, antigo membro da equipe de ex alunos do ITA que havia construído o Banana Enterprise , o primeiro carro solar brasileiro.
Com ajuda de outros dois ex integrantes daquela equipe, os engenheiros Eduardo Bomeisel e Alan Tavares, foi formada uma equipe de alunos de graduação que se encarregou de tocar o projeto.
A estes, vieram se juntar o professor Marcelo Godoy Simões, e seu futuro orientado de mestrado Nilson Noris Franceschetti . O professor Simões conseguiu um financiamento junto à FAPESP (projeto de auxílio à pesquisa 98/10375-0) que permitiu entre outras coisas a compra das células solares  de uma empresa Alemã chamada ASE, indicada por Bomeisel.
Com o projeto mecânico orientado pelo professor Adamowski, a seção de eletrônica de potência elaborada pelo professor Simões e a eventual consultoria de Bomeisel e Tavares, os alunos construíram inicialmente um carro elétrico movido à baterias. Posteriormente, foi desenvolvida uma carroceria em formato aerodinâmico que permitiria a fixação das células solares.
Com um carro minimamente funcional, a equipe conseguiu um patrocínio com a Citizen, que na época introduzia no mercado um relógio de pulso movido à energia solar chamado Eco Drive . Por conta deste patrocínio, o carro passou a se chamar Eco Drive/USP.

### A corrida de 1996
Com os recursos do patrocínio sendo disponibilizados entre julho e agosto, foi possível financiar a viagem da equipe (e o transporte do carro) para a Austrália.
O carro ficou pronto às vésperas da prova e houve muito pouco tempo para testá-lo, pois este foi despachado o mais rápido possível para que pudesse participar da WSC 1996, que ocorreu de 24 de outubro a 5 de novembro de 1996.
Uma vez na Austrália, a equipe começou a enfrentar diversos problemas decorrentes dos prazos apertados e da não realização de todos os testes necessários no Brasil.
O carro foi capaz de realizar a largada, mas não conseguiu fazer mais de 60 km do total de 3000 km planejados .
Uma sequência de panes no sistema elétrico deixou o veículo inoperante de forma que não poderia mais ser consertado a tempo de terminar a prova. A equipe, então, desistiu.

### A corrida de 1999 - segunda equipe
Com o abandono da prova, o carro foi enviado de volta ao Brasil e, entre desembaraços alfandegários, transporte e formação de uma nova equipe, o projeto só foi retomado aos poucos ao longo de 1997, sendo que no início de 1998 começou-se a formar uma nova equipe.
Desta vez, novamente sob orientação dos professores da poli, os sistemas eletrônicos foram revisados e algumas partes foram reprojetadas. Uma série de melhorias mecânicas e elétricas foi implementada e o carro foi extensivamente testado.
Mas apesar do esforço e da divulgação do projeto nos meios de comunicação, não foi possível encontrar um patrocínio que viabilizasse uma nova viagem para a Austrália. A partir de fins de 1999 a iniciativa começou a ser gradualmente abandonada.
O carro ainda fez uma última aparição nos meios de comunicação em 2002 no Rio de Janeiro, durante a Rio +10, quando percorreu a Avenida Atlântica em Copacabana, sendo pilotado por Paulo de Tarso Peres , então estudante de engenharia e um dos últimos membros da segunda equipe.

### Destino
Com a dissolução da equipe e a ausência de suporte institucional, o carro serviu de plataforma de testes para a revitalização do Banana Enterprise, à época cedido a uma nova equipe de alunos da Poli.
Em 2004 o Banana Enterprise, equipado com o conjunto de eletrônica retirado do Poli solar participou do Patheon 2004, na Grécia.
Nos anos seguintes, o carro foi eventualmente exibido em exposição estática em eventos da Escola Politécnica.